# Onciale 049
- Papyrus
- Onciale
- Minuscules
- Lectionnaire

Le Codex 049 (Gregory-Aland), α 2 (Soden), est un manuscrit du parchemin en écriture grecque onciale. 

## Description
Le codex se compose de 149 folios. Il est écrit en une colonne, dont 30 lignes par colonne. Les dimensions du manuscrit sont 27,5 x 18,5 cm,. 
Les est un manuscrit contenant du texte du Actes des Apôtres, Épîtres catholiques et Épîtres de Paul avec nombreuses lacunes. Il content: Romains; 1 Cor 1,1-5,8; 13,8-16,24; 2 Cor 1,1-11,23; Eph 4,20-6,20.
Le texte du codex représenté type byzantin. Kurt Aland le classe en Catégorie V. 
Les paléographes datent unanimement ce manuscrit du IXe siècle. 
Il est conservé à la monasterie de la Grande Laure (A' 88) du Athos,.